# Ariaeus tuberculatus
Ariaeus tuberculatus is een hooiwagen uit de familie Gonyleptidae. De wetenschappelijke naam van Ariaeus tuberculatus gaat terug op Sørensen.